# Нельсон (озеро)
Не́льсон — пересохле озеро у пустелі Мохаве у окрузі Сан-Бернардіно, за 67 км на північний схід від міста Барстоу. Довжина озера — 3 км, ширина — 2 км.
Озеро розташоване на території військової тренувальної бази Форт Ірвін, на південний захід від Гранітних гір.